# Majka Božja Gorička: Šest stoljeća tajanstvene prisutnosti
Majka Božja Gorička: Šest stoljeća tajanstvene prisutnosti je hrvatski dokumentarni film urednika Nene Kužine. Film je o hodočasničkom svetištu Majke Božje Goričke, jednog je od najstarijih u Hrvatskoj i najvećeg u Krčkoj biskupiji, tradicije duge devetsto godina, a začetke su mu dali benediktinci. Svetište je u predjelu Goričice u obližnjem Jurandvoru odakle mu potječe naziv Majke Božje Goričke.